# Кананга (город)
Кана́нга (ранее Лулуабу́рг, фр. Kananga) — город в Демократической Республике Конго. Административный центр провинции Лулуа. Население по данным на 2012 год составляет 1 061 181 человек.

## История
Немецкий путешественник Герман фон Виссман в 1884 году создал лагерь на левом берегу Лулуа, недалеко от места, где сейчас находится Кананга. Он назвал её Маланджи из-за того, что его 400 помощников и носильщиков были родом из Маланже, Ангола. Позже рядом была построена железнодорожная станция, но её создали на правом берегу реки, куда и переместился лагерь Виссмана. Прежнее место лагеря до сих пор называется Маланджи-Макулу (то есть Старый Маланже).
Во время Брюссельского круглого стола, как были названы переговоры о предоставлении независимости Бельгийскому Конго, было принято решение о переезде столицы из Киншасы (тогда Леопольдвиль) в Канангу (тогда Лулуабург), поближе к центру страны. Однако, это решение так и не вступило в силу ввиду имевшего место сепаратизма со стороны региона Южное Касаи во главе с Альбером Калонджи. В 1962 году центральное правительство вновь установило власть над мятежным регионом, и Кананга стала столицей провинции Западный Касаи.
В 1966 году Мобуту Сесе Секо, на волне переименования, изменил имена многих городов страны, имевших до того европейские названия. Так, Леопольдвиль стал Киншасой, а Лулуабург — Канангой.
По конституции 2006 года Демократическая Республика Конго состоит из 25 провинций и столичного округа (Киншаса). Западный Касаи был разделён на 2 провинции. Кананга стала центром провинции Лулуа.

## География
Город расположен неподалёку от реки Лулуа — притока реки Касаи, рядом с железной дорогой Илебо — Лубумбаши, на высоте 608 м над уровнем моря. Кананга является важным торговым и политическим центром; в городе есть музей и аэропорт Кананга.

## Происшествия
- 29 ноября 2005 — люди, сидящие на крышах вагонов, были сметены вниз одним из низко висящих элементов моста.
- 1 августа 2007 — в результате крушения поезда, произошедшего в примерно в 160 км от Кананги, погибло более 100 человек[9][10][11].